# A Hero by Proxy
A Hero by Proxy è un cortometraggio muto del 1916 diretto da Wallace Beery.
Settimo episodio della serie Timothy Dobbs, That's Me, scritta e interpretata da Carter DeHaven, all'epoca uno degli attori comici più noti del cinema statunitense.

## Produzione
Il film fu prodotto dalla Nestor Film Company.

## Distribuzione
Distribuito dall'Universal Film Manufacturing Company, il film - un cortometraggio in due bobine - uscì nelle sale cinematografiche USA il 1º ottobre 1916.